# محمد ناصری (مدیر)

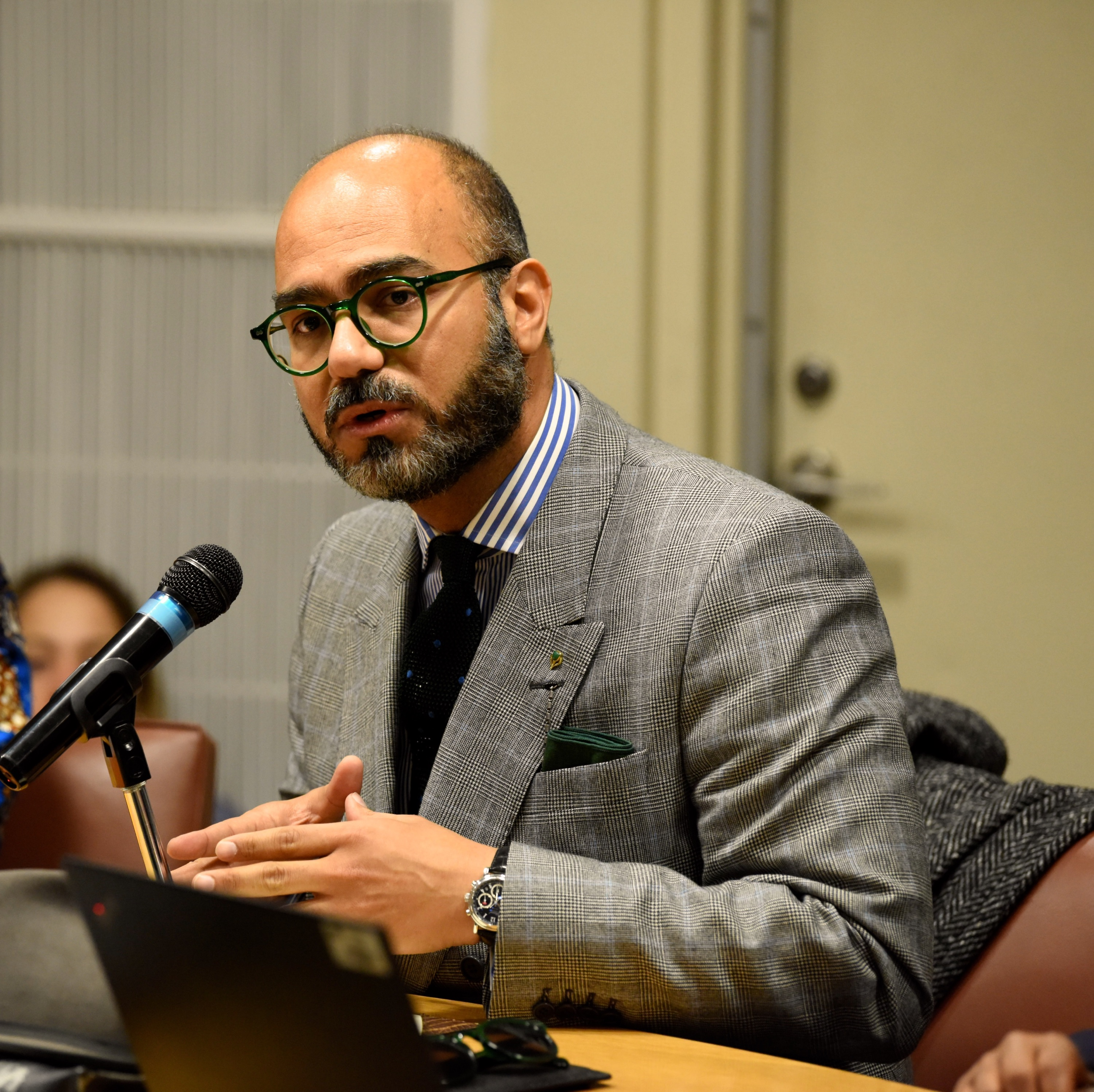
محمد ناصری

محمد ناصری (به عربی: محمد الناصری) زادۀ ۳۱ ژوئیه ۱۹۷۳ در مراکش است. او مدیر منطقه‌ای نهاد برابری جنسیتی و توانمندسازی زنان سازمان ملل متحد در کشورهای عربی است. او که به مدت دو دهه  به عنوان یک مسئول عالیرتبه در سازمان ملل متحد خدمت کرده است، اولین و تا این لحظه، تنها مردی است که در چهارچوب برنامه‌های این سازمان در امور زنان، به عنوان مدیر منطقه‌ای انتخاب می‌شود. او پیش از این، معاون منطقه نهاد زنان سازمان ملل متحد در کشورهای عربی بود.

## تحصیلات
ناصری در رشته سیاست عمومی و توسعه بین‌المللی از دانشکده کندی مدیریت دولتی دانشگاه هاروارد ایالات متحده آمریکا، در مقطع کارشناسی ارشد تحصیل کرده است. او همچنین فارغ‌التحصیل کارشناسی ارشد مردم‌شناسی اجتماعی از دانشکده مردم‌شناسی اجتماعی و فرهنگی دانشگاه آکسفورد انگلیس و کارشناسی ارشد مدیریت از آکادمی عربی علوم و فناوری و حمل و نقل دریایی اسکندریه مصر است.

## حرفه

### زنان سازمان ملل
او به شکل آشکاری از حقوق زنان در جهان عرب و به ویژه مشارکت دادن زنان در برنامه‌های صلح است. دفتر منطقه‌ای، به رهبری او، جلسه فوق‌العاده‌ای برای ۴۵ زن یمنی از همه گروه‌ها با هدف دعوت به صلح برگزار کرد.
محمد ناصری در این جلسه گفت: «شما زنان یمن فرصت مشارکت در ایجاد صلح، فعال کردن گفتگو و مساعدت یمن برای خروج از این مسیر تاریک را دارید. ما به خرد زنان یمنی برای برآوردن نمونه‌ای که سرمشق دیگران باشد، امید بسته‌ایم.»
ناصری که بلافاصله پس از بهار عربی به این سمت برگزیده شد، با تمرکز بر دو موضوع مشارکت و رهبری، تلاش‌های زیادی برای برابری جنسیتی انجام داد. او می‌گوید: «ما باید به یافتن راهکاری برای نگاه داشتن این سطح از مشارکت‌ها بیندیشیم». او همچنین افزود: «به همراه زنان، به همراه مردان و به همراه همه کشور و حکومت است که می‌توانیم ثابت کنیم مزیت و سود مشارکت زنان، نصیب همه جامعه می‌شود.»
ناصری دامنه همکاری‌های دفتر منطقه‌ای را گسترش و توسعه داد. همینک مذاکراتی برای امضای یک سند همکاری مفهومی جدیدی برای مشارکت اتحادیه کشورهای دریای مدیترانه، نهاد زنان سازمان ملل متحد و سازمان همکاری و توسعه اقتصادی، در زمینه زنان و فناوری اطلاعات و ارتباطات در حال انجام است. بر اساس اظهارات او در آینده تجربه‌ها و توان‌مندی‌های جدیدی در این زمینه مورد نیاز خواهد بود.

### دبی لینکس ۲۰۱۵
در سال ۲۰۱۵ نهاد زنان سازمان ملل متحد به همراه دبی لینکس در بزرگ‌ترین جشنواره منطقه‌ای تبلیغات آگاهی‌بخشی دربارهٔ خشونت علیه زنان و تشویق جوانان هنرمند برای تولید ویدیوهایی در این زمینه، شرکت کرد. دفتر منطقه‌ای نهاد برابری جنسیتی و توانمندسازی زنان سازمان ملل متحد در کشورهای عربی همچنین از طریق کمپین روز مادر که در منطقه و جهان منتشر شد، با پرداختن به خط قرمزهای بین دو جنسیت، این موضوع را مورد توجه قرار داد. هزاران نفر با پیوستن به کمپین انتشار اسم مادر در شبکه‌های اجتماعی به این تابو پایان دادند.

### SEVEN
در نوامبر ۲۰۱۵ محمد ناصری به همراه شش شخصیت مشهور دیگر، در اولیت نمایش فیلم مستند بین‌المللی SEVEN در قاهره حضور یافت.

### ۲۰۰۹ تا ۲۰۱۲
از سال ۲۰۰۹ تا سال ۲۰۱۲ ناصری معاون مدیر برنامه توسعه سازمان ملل متحد در یمن و در همان زمان کارگزار مقیم در کویت برنامه توسعه سازمان ملل متحد بود و برای توانمندسازی زنان و مشارکت آنان در انتخابات پارلمانی تلاش کرد. او به مدت سه سال رئیس هیئت نمایندگی برنامه توسعه سازمان ملل در کویت بود. او همچنین با این برنامه در کامبوج نیز همکاری داشت.